# Kazuko Takatsukasa
Kazuko Takatsukasa, (in giapponese: 鷹司和子 Takatsukasa Kazuko), nata Kazuko, principessa Taka (in giapponese: 孝宮和子内親王 Taka-no-miya Kazuko Naishinnō) (Tokyo, 30 settembre 1929 – Tokyo, 26 maggio 1989), è stata la terza figlia dell'Imperatore Hirohito e dell'Imperatrice Kōjun.

## Biografia
La principessa Taka nacque nel Palazzo imperiale di Tokyo il 30 settembre 1929. Il suo appellativo nell'infanzia era Taka-no-miya. Come era pratica al tempo, non fu allevata dai suoi genitori biologici dopo l'età di tre anni, ma da una successione di dame di corte in un palazzo separato, costruito per lei e le sue sorelle più giovani, nel quartiere Marunouchi di Tokyo nel 1930. Nel marzo 1958, si diplomò presso la scuola Gakushūin, e trascorse un anno nella casa dell'ex ciambellano del Giappone, Saburo Hyakutake per imparare ad essere una brava moglie. Il 21 maggio del 1950, sposò Toshimichi Takatsukasa, figlio maggiore dell'ex-duca e guji del santuario Meiji, Nobusuke Takatsukasa. Il matrimonio ebbe molta risonanza essendo stato il primo tra un membro della famiglia imperiale e un cittadino comune.
Tuttavia, il 28 gennaio 1966, il marito fu trovato morto per avvelenamento da monossido di carbonio nell'appartamento della sua amante, Michiko Maeda, hostess di una discoteca del quartiere di Ginza. Secondo molti giornalisti giapponesi i due si erano suicidati.
Le sue disgrazie non erano però finite: il 22 agosto 1966 un intruso armato di coltello fece irruzione nella sua casa nel cuore della notte, la aggredì, provocandole lesioni alle mani che richiesero un ricovero in ospedale per una settimana. Uno scioccato imperatore Shōwa le ordinò di trasferirsi all'interno del Palazzo Togu, nel quartiere Akasaka, dove visse fino alla morte per insufficienza cardiaca avvenuta il 26 maggio 1989 all'età di 59 anni. È sepolta nel cimitero imperiale di Toshimagaoka nel quartiere Bunkyō di Tokyo.
Dal 1974 al 1988 ha lavorato come capo sacerdotessa del santuario di Ise.
I Takatsukasa non ebbero figli, ma adottarono Naotake Matsudaira (nato nel 1945), dell'ex clan Ogyu Matsudaira, come loro erede. Egli è stato presidente di NEC Telecommunications Systems mentre attualmente è capo sacerdote del santuario di Ise.

## Ascendenza
|                             |                       |                            | Genitori                       |  |  | Nonni |  |  | Bisnonni |  |  | Trisnonni |  |
|                             |                       |                            |                                |  |  |       |  |  | Meiji    |  |  | Kōmei     |  |
|                             |                       |                            |                                |  |  |       |  |  | Meiji    |  |  | Kōmei     |  |
|                             |                       | Nobile Yoshiko Nakayama    |                                |  |  |       |  |  | Meiji    |  |  |           |  |
| Taishō                      |                       |                            |                                |  |  |       |  |  | Meiji    |  |  |           |  |
|                             |                       | Nobile Yanagihara Naruko   | Conte Takamitsu Yanagihara     |  |  |       |  |  |          |  |  |           |  |
|                             |                       | Nobile Yanagihara Naruko   | Conte Takamitsu Yanagihara     |  |  |       |  |  |          |  |  |           |  |
|                             |                       | Nobile Yanagihara Naruko   | Nobile Utano Hasegawa          |  |  |       |  |  |          |  |  |           |  |
| Hirohito                    |                       | Nobile Yanagihara Naruko   |                                |  |  |       |  |  |          |  |  |           |  |
|                             |                       | Principe Kujō Michitaka    | Principe Kujo Hisatada         |  |  |       |  |  |          |  |  |           |  |
|                             |                       | Principe Kujō Michitaka    | Principe Kujo Hisatada         |  |  |       |  |  |          |  |  |           |  |
|                             |                       | Principe Kujō Michitaka    | Nobile Tsuneko Karahashi       |  |  |       |  |  |          |  |  |           |  |
| Imperatrice Teimei          |                       | Principe Kujō Michitaka    |                                |  |  |       |  |  |          |  |  |           |  |
|                             |                       | Nobile Ikuko Noma          | Nobile Yorioki Noma            |  |  |       |  |  |          |  |  |           |  |
|                             |                       | Nobile Ikuko Noma          | Nobile Yorioki Noma            |  |  |       |  |  |          |  |  |           |  |
|                             |                       | Nobile Ikuko Noma          | Nobile Kairi Yamokushi         |  |  |       |  |  |          |  |  |           |  |
| Kazuko Takatsukasa          |                       | Nobile Ikuko Noma          |                                |  |  |       |  |  |          |  |  |           |  |
|                             | Principe Kuni Asahiko | Principe Fushimi Kuniie    |                                |  |  |       |  |  |          |  |  |           |  |
|                             | Principe Kuni Asahiko | Principe Fushimi Kuniie    |                                |  |  |       |  |  |          |  |  |           |  |
|                             | Principe Kuni Asahiko | Nobile Nobuko Toriikōji    |                                |  |  |       |  |  |          |  |  |           |  |
| Principe Kuniyoshi Kuni     | Principe Kuni Asahiko |                            |                                |  |  |       |  |  |          |  |  |           |  |
|                             |                       | Nobile Makiko Izumi        | Nobile Toshimasu Izumitei      |  |  |       |  |  |          |  |  |           |  |
|                             |                       | Nobile Makiko Izumi        | Nobile Toshimasu Izumitei      |  |  |       |  |  |          |  |  |           |  |
|                             |                       | Nobile Makiko Izumi        | Nobile Mako Yatoshi            |  |  |       |  |  |          |  |  |           |  |
| Imperatrice Kōjun           |                       | Nobile Makiko Izumi        |                                |  |  |       |  |  |          |  |  |           |  |
|                             |                       | Principe Shimazu Tadayoshi | Principe Shimazu Tadayoshi     |  |  |       |  |  |          |  |  |           |  |
|                             |                       | Principe Shimazu Tadayoshi | Principe Shimazu Tadayoshi     |  |  |       |  |  |          |  |  |           |  |
|                             |                       | Principe Shimazu Tadayoshi | Nobile Chimoko Echizen-Shimazu |  |  |       |  |  |          |  |  |           |  |
| Principessa Chikako Shimazu |                       | Principe Shimazu Tadayoshi |                                |  |  |       |  |  |          |  |  |           |  |
|                             |                       | Nobile Sumako Yamazaki     | …                              |  |  |       |  |  |          |  |  |           |  |
|                             |                       | Nobile Sumako Yamazaki     | …                              |  |  |       |  |  |          |  |  |           |  |
|                             |                       | Nobile Sumako Yamazaki     | …                              |  |  |       |  |  |          |  |  |           |  |
|                             |                       | Nobile Sumako Yamazaki     |                                |  |  |       |  |  |          |  |  |           |  |

## Galleria d'immagini

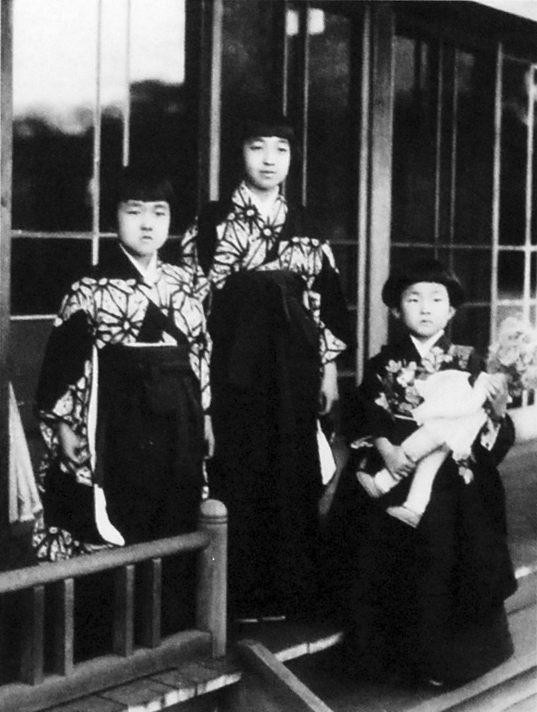
La principessa con le sorelle.
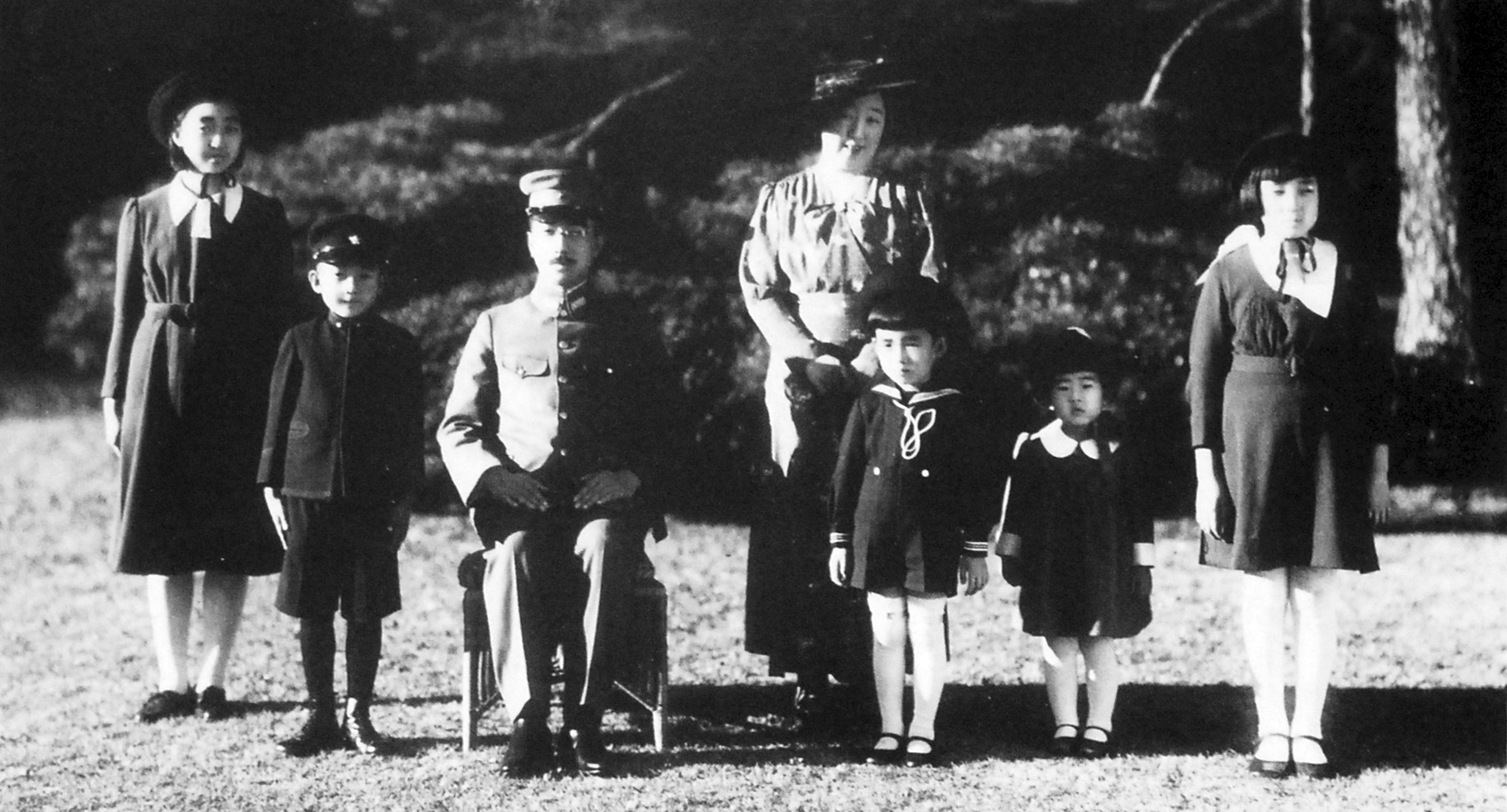
L'imperatore Hirohito con la sua famiglia il 7 dicembre 1941.